# Bodegas Cruz Conde
Las Bodegas Cruz Conde son una bodega situada en el municipio español de Montilla, en la provincia de Córdoba (Andalucía). Producen vinos de la denominación de origen Montilla-Moriles.

## Historia
Las bodegas fueron fundadas en 1902 por el comandante del ejército Rafael Cruz-Conde. En pocos años la intensa actividad desarrollada llevó a que se convirtiera en una de las más importantes bodegas de la comarca, estando dotada de buenas infraestructuras. Se construyó una bodega subterránea formada por seis naves de techo abovedado y una destilería para elaborar licores. En la actualidad Cruz Conde produce vinos de la denominación de origen Montilla-Moriles, brandis, anisados o licores. Entre sus productos más destacados se encuentra el Anís «La Cordobesa».